# Keiwan Ratliff
(en) Statistiques sur pro-football-reference
(en) Statistiques sur statscrew
Keiwan Jevar Ratliff (né le 19 avril 1981 à Youngstown) est un joueur américain de football américain. Il joue actuellement avec les Destroyers de Virginie, évoluant en United Football League.

## Enfance
Ratliff étudie à la Whitehall-Yearling High School de Whitehall et fait partie des équipes de football américain et de basket-ball de l'école, appelé les Rams de Whitehall-Yearling. Il joue comme receveur en attaque et cornerback. Lors de sa dernière année, il est nommé All-America lycéen de Super Prep, Prep Star et National Blue Chips.

## Carrière

### Université
Il entre à l'université de Floride après s'être vu proposer une scolarité dans cette université, jouant sous les ordres des entraîneurs Steve Spurrier et Ron Zook. Il va battre le record de yards sur retour de dégagement (punt) avec 860 yards, interceptions sur une saison (neuf) et en un seul match (trois). Lors de sa dernière année, il est nommé capitaine et reconnu Joueur défensif de la conférence SEC 2003.

### Professionnel
Keiwan Ratliff est sélectionné au deuxième tour du draft de la NFL de 2004 par les Bengals de Cincinnati au quarante-neuvième choix. Il est nommé punt returner titulaire lors de son arrivée. Il va jouer cinquante-et-un matchs dont huit comme titulaire. En 2005, il va montrer ses qualités en interceptant trois passes et récupérant un fumble. Le 26 septembre 2007, Cincinnati décide de le libérer.
Le 12 novembre 2007, il signe avec les Buccaneers de Tampa Bay mais il est libéré le 28 novembre sans avoir joué le moindre match. Le lendemain de cela, il signe avec les Colts d'Indianapolis et il ne fait qu'un seul match avec la saison 2007. La saison suivante, il retourne à un poste de punt returner mais il est libéré le 20 septembre. Il revient le 8 octobre 2008 avant de repartir le 22 octobre. Il fait un nouveau retour dans l'équipe le 30 octobre après le forfait pour la saison de Marlin Jackson. Le 18 décembre 2008, Ratliff marque son premier touchdown contre les Jaguars de Jacksonville après avoir intercepté une passe de David Garrard et retourne l'interception en touchdown de trente-cinq yards.
Le 1er mai 2009, il signe avec les Steelers de Pittsburgh durant le camp d'entraînement. Il entre au cours de huit matchs, conservant un poste de remplaçant. Il est libéré le 24 novembre. Le 4 janvier, il revient chez les Bengals de Cincinnati après que Pat Sims déclare forfait, blessé. Même s'il participe au camp d'entraînement 2010, il n'est pas conservé et libéré le 18 juin.
N'arrivant pas à percer en NFL, Ratliff se tourne vers l'United Football League et l'équipe des Tuskers de Floride. Néanmoins, il ne résiste pas aux sirènes de Cincinnati qui le rappelle le 15 décembre dans leur équipe où il entre au cours de trois matchs. Le 9 septembre 2011, il signe avec les Destroyers de Virginie mais se blesse et déclare forfait le 11 octobre pour le reste de la saison. Les Destroyers remporteront le titre de champion de l'UFL.

## Palmarès
- Champion de la Conférence SEC 2000
- Équipe de la Conférence SEC 2002 et 2003
- Équipe All-American 2003
- Joueur défensif de la conférence SEC 2003 selon Sporting News
- Vainqueur du UFL Championship Game 2011